# サタデーステーション
『サタデーステーション』は、テレビ朝日系列が2017年4月22日から、毎週土曜日20:54（JST）から生放送している大型の報道・情報番組。新聞のラ・テ欄では『サタステ』の略称も用いられる。

## 概要

### 放送開始の経緯
これまで土曜日と日曜日は『報道ステーション』（略称：『報ステ』）の放送がなく、プライムタイムのニュース・ワイドショーは、土曜日はTBS系列の『情報7days ニュースキャスター』が、日曜日はフジテレビ系列の『Mr.サンデー』（フジテレビ・関西テレビ共同制作）がそれぞれ独占的に放送していた。
テレビ朝日は2017年4月期の番組編成改編で「タイムテーブルの改革」を実施して『サンデーステーション』（略称：『サンステ』）を新設した。土曜日と日曜日の21時台に報道番組を編成する事について、テレビ朝日は「『報道ステーション』の実績や評価を踏まえ休日も視聴者ニーズがあると判断し」「近年の異常気象による災害や地震、火山噴火等が多発しテレビに常時ライフライン機能が求められている」、会長兼CEOの早河洋は「月曜日から日曜日のゴールデン・プライム帯にニュース番組が並ぶ独創的なタイムテーブルとなる」とした。『報道ステーション』を含めて毎日、大型の報道番組が編成される。
本番組は、ニュース、スポーツ、芸能などの情報を扱い、高島彩がフジテレビ以外で初めてメインキャスターを務める。
本番組の開始に伴い、毎年7月の全英オープンゴルフは土曜日の大会3日目をニュースで中断せずに放送する。20:54 - 20:58の『ANNニュース・あすの空もよう』（スポットニュース・天気予報）は本番組へ統合する。従来同時間帯に放送した『土曜プライム』は2017年4月8日に終了した。

### 番組内容
通常編成ではスポーツニュースと天気予報のコーナーを設置。プロ野球シーズン中の通常編成では、「どこよりも早いプロ野球速報」と銘打って、NHK総合および民放5大系列の番組では最も早い時間帯（21:30前後）にスポーツニュースを放送している。
総合編成局編成部長の赤津一彦は「土曜版の『サタデーステーション』は『報道ステーション』や日曜版の『サンデーステーション』とは少し内容もカジュアルにしてテイストを変える」と語る。『サタステ』はTwitterとFacebookで番組アカウントを活用するが、『サンステ』はTwitterで番組アカウントを開設してFacebookは未開設である。
ローカルニュース枠はなく系列局は直後のミニ枠『食ノ音色』（2017年度）もしくは『陸海空 地球征服するなんて』（2018年度）→『激レアさんを連れてきた。』（2019年度から）の冒頭5分の差し替えでローカルニュースを流すなどして対応している。

### 視聴率・番組立ち上げ後の本番組の編成状況
初回から第4回までは8.7%、8.8%、7.3%、6.9%で、2017年度6週経過時点でゴールデンタイム・プライムタイム民放2位をTBSに奪われる一因となる。
2017年6月10日第8回は10.3%、2017年7月29日第15回は11.2%2017年11月4日第29回は60分繰り下げて30分拡大して20.6%である。
2018年4月から放送時間が16分拡大し、22:10までとなる。出演者については、2018年春の枠大リニューアル時にスポーツ担当の紀真耶（テレビ朝日アナウンサー、以下断り無い限り同）、磯田道史（歴史学者、隔週で担当）と内藤正彦（テレビ朝日報道局ニュースセンター編集長、隔週で担当）が降板したほかは全員続投となった。スポーツキャスターとして桝田沙也香が紀の後任として加入、コメンテーターの石坂浩二が磯田と内藤（いずれも隔週）の後任として登板した。
2020年3月30日に『報道ステーション』が刷新に伴うスタジオセット刷新工事のために同年3月28日と4月4日放送分は第3スタジオが使えず、テレビ朝日本社1階アトリウムから放送した。4月6日から『報道ステーション』『サンデーステーション』と3番組共用の新スタジオセットが使用開始され、本番組も同月11日放送分から新セットで放送している。
2020年10月3日から、21:55 - 22:25枠に『あざとくて何が悪いの?』がレギュラー化と同時に
、当番組は15分短縮して20:54から21:55まで放送し、開始当初とほぼ同じ放送時間に戻った。同月18日から『サンステ』が全面リニューアルされるのに先駆け、同日放送から番組開始以来初めてタイトルロゴやテロップなどの各種演出を一新。オープニング曲も新調され、男女混合4ピースバンド・緑黄色社会が書き下ろした新曲「LADYBUG」が採用された。3日と10日はオリジナルバージョンを使用したが、17日以降はバイオリンをベースとしたインストゥルメンタルバージョンを使用している。17日・18日以降は当番組はインスト版、『サンステ』はオリジナル版を2023年3月までそれぞれ使用していた。
2021年に個人視聴率で年間平均5.9%を記録し、初めて同時間帯トップとなる。
2022年10月8日から、番組を刷新して新たにコメンテーターとして柳澤秀夫が出演する。一部タイトルロゴやテロップなど演出も一新され、テロップ類は『サンステ』と一部共通化された。
2023年3月11日放送回は、関東地区の世帯平均視聴率が38.2%を記録した。同回は放送内容のほとんどが東京ドームで開催の『2023 ワールド・ベースボール・クラシック 1次ラウンドB組・日本×チェコ』の試合中継及び同試合のハイライトに充てられた。
2023年4月8日から22時台番組『楽しく学ぶ!世界動画ニュース』の開始時刻が21:55から22:00に変更され、更に21:54 - 22:00に各局別ミニ番組（関東地区は月曜20:54から『私の幸福時間』が移動）が設置されたため、1分縮小されて20:54 - 21:54となる（2時間SPの際には21:54 - 21:57に番組を一旦中断し、先述のミニ番組を3分に縮小して放送）。同時に番組テーマ曲がVaundyの『美電球』に変更された（この曲は『サンステ』でも2024年9月29日の番組終了まで共用）。
2023年10月14日放送回は、直前の土曜20:00で放送されている『池上彰のニュースそうだったのか!!』が生放送となった事から、番組に池上彰が出演（池上は『そうだったのか』のスタジオから）、それまで『そうだったのか』が不定期に生放送となるも池上の出演はなく、これが初の出演となった。
なお、2024年9月29日を持って『サンステ』が終了となったが、当番組は同年10月以降も引き続き放送されている。

## 歴代のキャッチフレーズ
- 2017年4月22日 - 2020年9月26日：ニュースな週末 みつける土曜
- 2020年10月3日 - 2022年10月1日：立ち止まって、再発見。
- 2022年10月8日 - ：ニュースを丁寧に、そして鋭く

## 出演者
番組公式ページの「キャスト」のクレジット順にソート。
表記されていない人物は、出演時点でテレビ朝日アナウンサー。

### 現在の出演者
メインキャスター
- 高島彩（フリーアナウンサー）- ニュース並びに番組全体の司会進行を担当。

コメンテーター
- 柳澤秀夫（放送ジャーナリスト、元NHK解説委員）（2022年10月8日 - ）

サブキャスター
- 板倉朋希[注 6]

『報道ステーション』フィールドキャスター（水 - 金曜日、2016年4月 - 2020年9月） / 金曜メインキャスター（2022年4月 - ）。
『サンデーステーション』サブキャスター（2020年9月27日まで）。
スポーツキャスター
- 桝田沙也香（2018年4月14日 - ）

気象キャスター兼中継リポーター
フィールドリポーター
- 仁科健吾（2020年4月4日 - ）

### 過去の出演者
メインキャスター・コメンテーター・サブキャスター・スポーツキャスター
| 2017.4.22 | 2018.3.31 | 高島彩 | 磯田道史1 内藤正彦1 | 磯田道史1 内藤正彦1 | 板倉朋希2・3 | 紀真耶3    |
| 2018.4.14 | 2019.11.2 | 高島彩 | 石坂浩二            | 石坂浩二            | 板倉朋希2・3 | 桝田沙也香 |
| 2019.11.9 | 2021.6.26 | 高島彩 | 石坂浩二            | （ゲスト）4         | 板倉朋希2・3 | 桝田沙也香 |
| 2021.7.3 | 2022.10.1 | 高島彩 | （ゲスト）4         | （ゲスト）4         | 板倉朋希2・3 | 桝田沙也香 |
| 2022.10.8 | 現在      | 高島彩 | 柳澤秀夫            | 柳澤秀夫            | 板倉朋希2・3 | 桝田沙也香 |
| - 高島彩・磯田道史・内藤正彦・石坂浩二・柳澤秀夫以外は全員テレビ朝日アナウンサー。 - 磯田は歴史学者、内藤はテレビ朝日報道局ニュースセンター編集長、柳澤は元NHK解説委員。 - 1 隔週出演 - 2 『報道ステーション』と兼務。 - 3 『サンデーステーション』と兼務。 - 4 週替わりで1名出演する場合がある。（野々村友紀子・古市憲寿など） |           |        |                     |                     |              |            |

インフルエンサー・お天気キャスター・フィールドキャスター
| 2017.4.22 | 2020.3.28 | ディーン・フジオカ1 | 依田司     | 菅原知弘 |
| 2020.4.4 | 2020.9.26 | ディーン・フジオカ1 | 依田司     | 仁科健吾 |
| 2020.10.3 | 2023.4.1  | （配置なし）        | 依田司     | 仁科健吾 |
| 2023.4.8 | 現在      | （配置なし）        | 桝田沙也香 | 仁科健吾 |
| - 依田司・ディーン・フジオカ以外は全員テレビ朝日アナウンサー。 - 1 不定期出演、特集企画のVTRリポートも随時担当。 |           |                     |            |          |

## 主なコーナー
- ニュース - 前番組の『ANNニュース (夜のスポットニュース)』や『ANN NEWS&SPORTS』、現在平日夜に放送されている『報道ステーション』と同様、最新のニュースが伝えられる。
- スポーツニュース - 高島と紀→桝田の女性コンビで進行。前述したように、日本プロ野球（NPB） のシーズン中には、他局より早く21:30頃から放送する。コーナーの最後には、「今日一」（『報ステ』の「きょうの熱盛」に相当するミニ企画）を放送。NPBの試合に特化した「きょうの熱盛」と違って、プロ野球以外のスポーツや、日本以外の国で催されたスポーツイベントもダイジェストの対象に含めていることが特徴。『ANN NEWS&SPORTS』終了以降、本番組が事実上でその番組の役割を担っている。
- 気象情報 - 依田が担当。当初は『報ステ』と同じく、基本としてテレビ朝日本社のある六本木ヒルズ内の毛利庭園か、テレビ朝日本社屋上から生中継形式で放送した。現在は、依田が担当している『グッド!モーニング』と同じく、基本的には話題のスポットから伝えることが多い。ロケ地は主に関東地方のスポットで行われる。
- NEWS 1 POINT - 1週間のニュースを数字や言葉などポイントにこだわって深掘りする。
- ニュース☆深掘った
- ニュースのあや - 高島がニュースの話題を解説するコーナー。「マンガでわかる ニュースのあや」も放送されることがある。

### 過去のコーナー
- 磯田道史の歴史解説 - 磯田が日本の歴史について、エンディングで解説していた。磯田の降板を機に終了。
- 今週のニュース“気になった” - 月曜日から金曜日までのニュースを振り返る。2017年上半期までは、「今週のニュースと言葉」として放送していた。放送時間を拡大した2018年度からは2部制となり、後半は6 - 7項目伝える。
- 今週のNewsマップ - 月曜日から金曜日までのニュースを振り返る。
- ディーンNEXT〜令和を行く〜 - 令和元年（2019年）10月5日から始まったコーナー。ディーン・フジオカは番組開始当初から取材企画を担当していたが、同年9月までは企画に名称が付いていなかった。ディーンの降板を機に終了。

## ネット局
| 放送対象地域   | 放送局                       | 系列           | 放送日時                                                                                  |
| -------------- | ---------------------------- | -------------- | ----------------------------------------------------------------------------------------- |
| 関東広域圏     | テレビ朝日（EX） 【制作局】  | テレビ朝日系列 | 土曜日 20:54 - 21:54 ↓ 土曜日 20:54 - 22:10 ↓ 土曜日 20:54 - 21:55 ↓ 土曜日 20:54 - 21:54 |
| 北海道         | 北海道テレビ（HTB）          | テレビ朝日系列 | 土曜日 20:54 - 21:54 ↓ 土曜日 20:54 - 22:10 ↓ 土曜日 20:54 - 21:55 ↓ 土曜日 20:54 - 21:54 |
| 青森県         | 青森朝日放送（ABA）          | テレビ朝日系列 | 土曜日 20:54 - 21:54 ↓ 土曜日 20:54 - 22:10 ↓ 土曜日 20:54 - 21:55 ↓ 土曜日 20:54 - 21:54 |
| 岩手県         | 岩手朝日テレビ（IAT）        | テレビ朝日系列 | 土曜日 20:54 - 21:54 ↓ 土曜日 20:54 - 22:10 ↓ 土曜日 20:54 - 21:55 ↓ 土曜日 20:54 - 21:54 |
| 宮城県         | 東日本放送（KHB）            | テレビ朝日系列 | 土曜日 20:54 - 21:54 ↓ 土曜日 20:54 - 22:10 ↓ 土曜日 20:54 - 21:55 ↓ 土曜日 20:54 - 21:54 |
| 秋田県         | 秋田朝日放送（AAB）          | テレビ朝日系列 | 土曜日 20:54 - 21:54 ↓ 土曜日 20:54 - 22:10 ↓ 土曜日 20:54 - 21:55 ↓ 土曜日 20:54 - 21:54 |
| 山形県         | 山形テレビ（YTS）            | テレビ朝日系列 | 土曜日 20:54 - 21:54 ↓ 土曜日 20:54 - 22:10 ↓ 土曜日 20:54 - 21:55 ↓ 土曜日 20:54 - 21:54 |
| 福島県         | 福島放送（KFB）              | テレビ朝日系列 | 土曜日 20:54 - 21:54 ↓ 土曜日 20:54 - 22:10 ↓ 土曜日 20:54 - 21:55 ↓ 土曜日 20:54 - 21:54 |
| 長野県         | 長野朝日放送（abn）          | テレビ朝日系列 | 土曜日 20:54 - 21:54 ↓ 土曜日 20:54 - 22:10 ↓ 土曜日 20:54 - 21:55 ↓ 土曜日 20:54 - 21:54 |
| 新潟県         | 新潟テレビ21（UX）           | テレビ朝日系列 | 土曜日 20:54 - 21:54 ↓ 土曜日 20:54 - 22:10 ↓ 土曜日 20:54 - 21:55 ↓ 土曜日 20:54 - 21:54 |
| 静岡県         | 静岡朝日テレビ（SATV）       | テレビ朝日系列 | 土曜日 20:54 - 21:54 ↓ 土曜日 20:54 - 22:10 ↓ 土曜日 20:54 - 21:55 ↓ 土曜日 20:54 - 21:54 |
| 石川県         | 北陸朝日放送（HAB）          | テレビ朝日系列 | 土曜日 20:54 - 21:54 ↓ 土曜日 20:54 - 22:10 ↓ 土曜日 20:54 - 21:55 ↓ 土曜日 20:54 - 21:54 |
| 中京広域圏     | 名古屋テレビ（メ〜テレ/NBN） | テレビ朝日系列 | 土曜日 20:54 - 21:54 ↓ 土曜日 20:54 - 22:10 ↓ 土曜日 20:54 - 21:55 ↓ 土曜日 20:54 - 21:54 |
| 近畿広域圏     | 朝日放送テレビ（ABC TV）     | テレビ朝日系列 | 土曜日 20:54 - 21:54 ↓ 土曜日 20:54 - 22:10 ↓ 土曜日 20:54 - 21:55 ↓ 土曜日 20:54 - 21:54 |
| 広島県         | 広島ホームテレビ（HOME）     | テレビ朝日系列 | 土曜日 20:54 - 21:54 ↓ 土曜日 20:54 - 22:10 ↓ 土曜日 20:54 - 21:55 ↓ 土曜日 20:54 - 21:54 |
| 山口県         | 山口朝日放送（yab）          | テレビ朝日系列 | 土曜日 20:54 - 21:54 ↓ 土曜日 20:54 - 22:10 ↓ 土曜日 20:54 - 21:55 ↓ 土曜日 20:54 - 21:54 |
| 香川県・岡山県 | 瀬戸内海放送（KSB）          | テレビ朝日系列 | 土曜日 20:54 - 21:54 ↓ 土曜日 20:54 - 22:10 ↓ 土曜日 20:54 - 21:55 ↓ 土曜日 20:54 - 21:54 |
| 愛媛県         | 愛媛朝日テレビ（eat）        | テレビ朝日系列 | 土曜日 20:54 - 21:54 ↓ 土曜日 20:54 - 22:10 ↓ 土曜日 20:54 - 21:55 ↓ 土曜日 20:54 - 21:54 |
| 福岡県         | 九州朝日放送（KBC）          | テレビ朝日系列 | 土曜日 20:54 - 21:54 ↓ 土曜日 20:54 - 22:10 ↓ 土曜日 20:54 - 21:55 ↓ 土曜日 20:54 - 21:54 |
| 長崎県         | 長崎文化放送（NCC）          | テレビ朝日系列 | 土曜日 20:54 - 21:54 ↓ 土曜日 20:54 - 22:10 ↓ 土曜日 20:54 - 21:55 ↓ 土曜日 20:54 - 21:54 |
| 熊本県         | 熊本朝日放送（KAB）          | テレビ朝日系列 | 土曜日 20:54 - 21:54 ↓ 土曜日 20:54 - 22:10 ↓ 土曜日 20:54 - 21:55 ↓ 土曜日 20:54 - 21:54 |
| 大分県         | 大分朝日放送（OAB）          | テレビ朝日系列 | 土曜日 20:54 - 21:54 ↓ 土曜日 20:54 - 22:10 ↓ 土曜日 20:54 - 21:55 ↓ 土曜日 20:54 - 21:54 |
| 鹿児島県       | 鹿児島放送（KKB）            | テレビ朝日系列 | 土曜日 20:54 - 21:54 ↓ 土曜日 20:54 - 22:10 ↓ 土曜日 20:54 - 21:55 ↓ 土曜日 20:54 - 21:54 |
| 沖縄県         | 琉球朝日放送（QAB）          | テレビ朝日系列 | 土曜日 20:54 - 21:54 ↓ 土曜日 20:54 - 22:10 ↓ 土曜日 20:54 - 21:55 ↓ 土曜日 20:54 - 21:54 |

## 放送時間
- すべて日本時間で表す。

| 期間      | 期間      | 放送時間（JST）            |
| --------- | --------- | -------------------------- |
| 2017.4.22 | 2018.3.31 | 土曜 20:54 - 21:54（60分） |
| 2018.4.14 | 2020.9.26 | 土曜 20:54 - 22:10（76分） |
| 2020.10.3 | 2023.4.1  | 土曜 20:54 - 21:55（61分） |
| 2023.4.8  |           | 土曜 20:54 - 21:54（60分） |

- 年末年始と重なる場合は特別編成のため休止され、代替として23時台に10分間の『ANNニュース』が編成される。年末年始以外も特番編成の都合で時間変更・休止となる場合があり[注 8]、休止の場合は代替として当日深夜または翌日未明に5 - 15分間の『ANNニュース』または『ANN NEWS&SPORTS』を放送することが多い。番組改編期に放送時間を大幅拡大したスペシャル版を放送する場合がある[注 9][注 10]。

## テーマ曲
1. 2017年4月22日 - 2020年9月26日：桑原あい・石若駿『Dear Family』[31]
  - スポーツコーナー：KAZSIN『Two-Seam』[32]
  - エンディング：2017年4月22日 - 2019年9月28日：ディーン・フジオカ『Unchained Melody』[33]
  - エンディング：2019年10月5日 - 2020年9月26日：ディーン・フジオカ『Made In JPN』
  - お天気コーナー：2017年4月22日 - 2020年3月28日：ビリー・ジョエル『Piano Man』
  - お天気コーナー：2020年4月4日 - 9月26日：GILLE『ひこうき雲』
2. 2020年10月3日 - 2023年4月1日：緑黄色社会『LADYBUG』[34]
3. 2023年4月8日 - 現在：Vaundy「美電球」[35]
  - 2024年9月29日まで『サンステ』と共用。